# Phyllachora carpodini
Phyllachora carpodini är en svampart som beskrevs av S. Hughes 1953. Phyllachora carpodini ingår i släktet Phyllachora och familjen Phyllachoraceae.   Inga underarter finns listade i Catalogue of Life.